# Gasthaus zum Adler (Kirchheim in Schwaben)

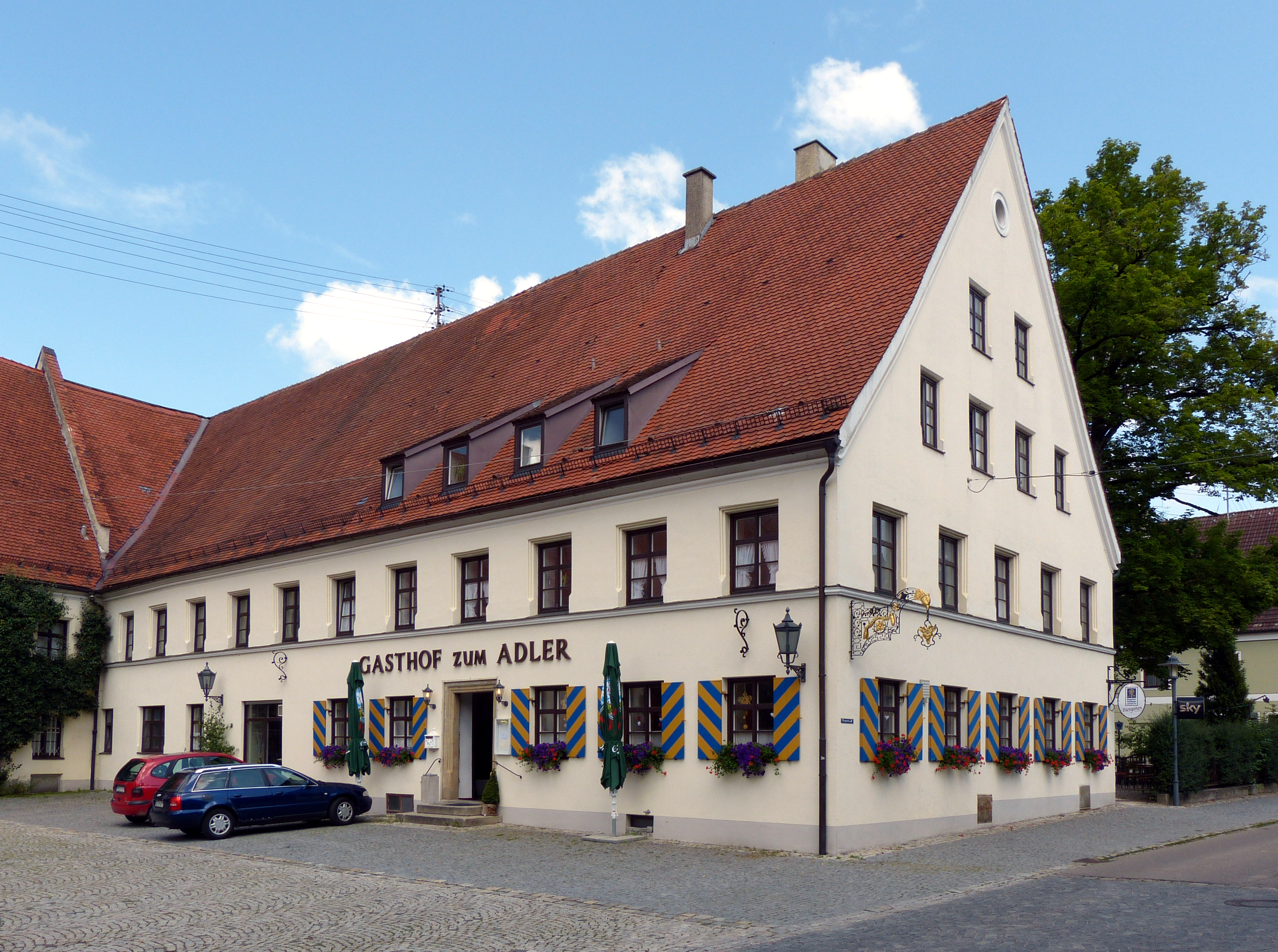
Ehemaliges Gasthaus zum Adler am Marktplatz in Kirchheim in Schwaben

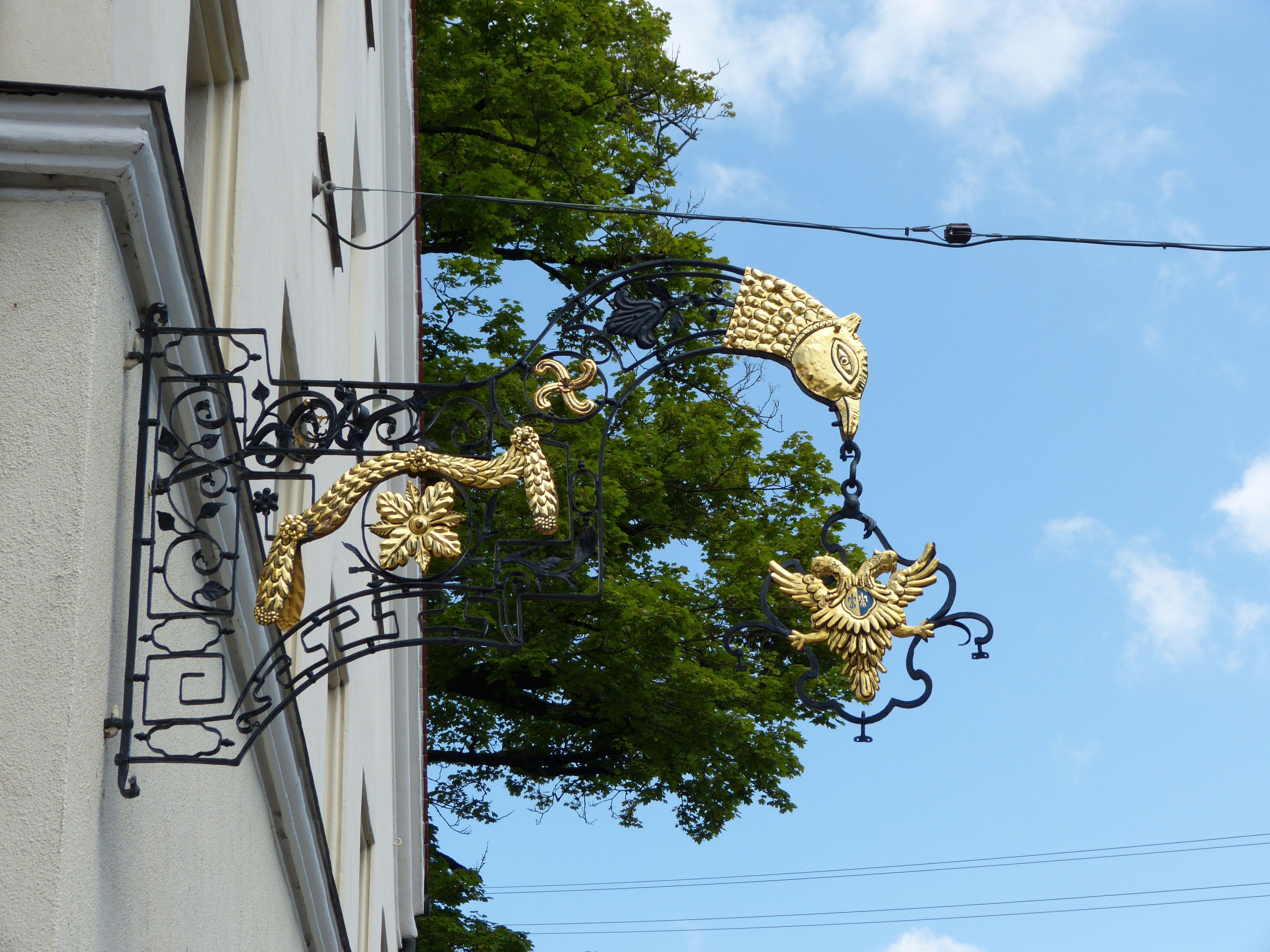
Ausleger mit Doppeladlerschild von circa 1800

Das ehemalige Gasthaus zum Adler in Kirchheim in Schwaben, einer Gemeinde im Landkreis Unterallgäu in Bayern, war bis 1859 der herrschaftliche Zehentstadel. Das Gebäude wurde in den Jahren 1583/84 errichtet und steht unter Denkmalschutz. Es schließt den Marktplatz in östlicher Richtung ab und ist unmittelbar im rechten Winkel mit dem Gebäude der ehemaligen fürstlichen Domänenkanzlei an der Nordseite des Marktplatzes verbunden.
Das Gebäude besteht aus elf zu fünf Achsen und ist mit einem Satteldach gedeckt. Die obere Fensterreihe steht auf einem profilierten Gurtgesims. Unterhalb des Daches verläuft ein profiliertes Traufgesims, welches an den Giebelschrägen fortgesetzt wird. Der Zugang zum Gasthaus erfolgt durch eine Rechtecktür in profiliertem Steingewände auf der Westseite. Der Ausleger an der südwestlichen Ecke stammt von circa 1800 und zeigt ein Doppeladlerschild. Im Inneren befindet sich ein zweiläufiges Treppenhaus mit Holzbalustergeländer aus dem 18. Jahrhundert. Der Saal im Obergeschoss besitzt eine neubarocke stuckierte Korbbogentonne und wurde um 1900 eingerichtet.
Der Gaststättenbetrieb wurde zum 22. Oktober 2018 eingestellt, über die weitere Nutzung des Gebäudes u. a. als Gemeindehaus wird in der Gemeinde seit 2018 diskutiert.